# Déli sarkkör

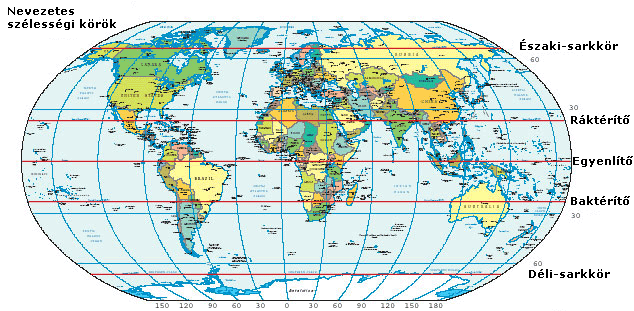
A Föld nevezetes szélességi körei

A déli sarkkör egy az azon öt nevezetes szélességi kör közül, amit a Föld-térképeken is jelölnek. A déli félteke d. sz. 66° 33' 39" szélességi fokán húzódik. A déli sarkkörön belül mindenhol előfordul a nyári napforduló során egy legalább 24 órás éjszaka, a téli napforduló során egy legalább 24 órás nappal. Ennek oka az, hogy a Föld forgástengelye 23,5°-os szögben meg van dőlve. Így a téli napforduló alatt az északi félgömb a Naptól távolabbra, a déli félgömb a Nap felé esik. Eredménye a 24 órás nappal. Nyári napfordulókor ugyanez játszódik le fordítva. Ez az időtartam dél felé haladva nő, mígnem a Déli-sarkon nyáron hat hónap éjszaka, télen hat hónap nappal van.
Az Antarktisz legnagyobb része a déli sarkkörön belül fekszik.
Először James Cook lépte át 1773. január 17-én.

## Lásd még
- Északi sarkkör
- Napforduló
- Éjféli nap